# Phleum phleoides
Phleum phleoides là một loài thực vật có hoa trong họ Hòa thảo. Loài này được (L.) H.Karst. miêu tả khoa học đầu tiên năm 1880.

## Hình ảnh

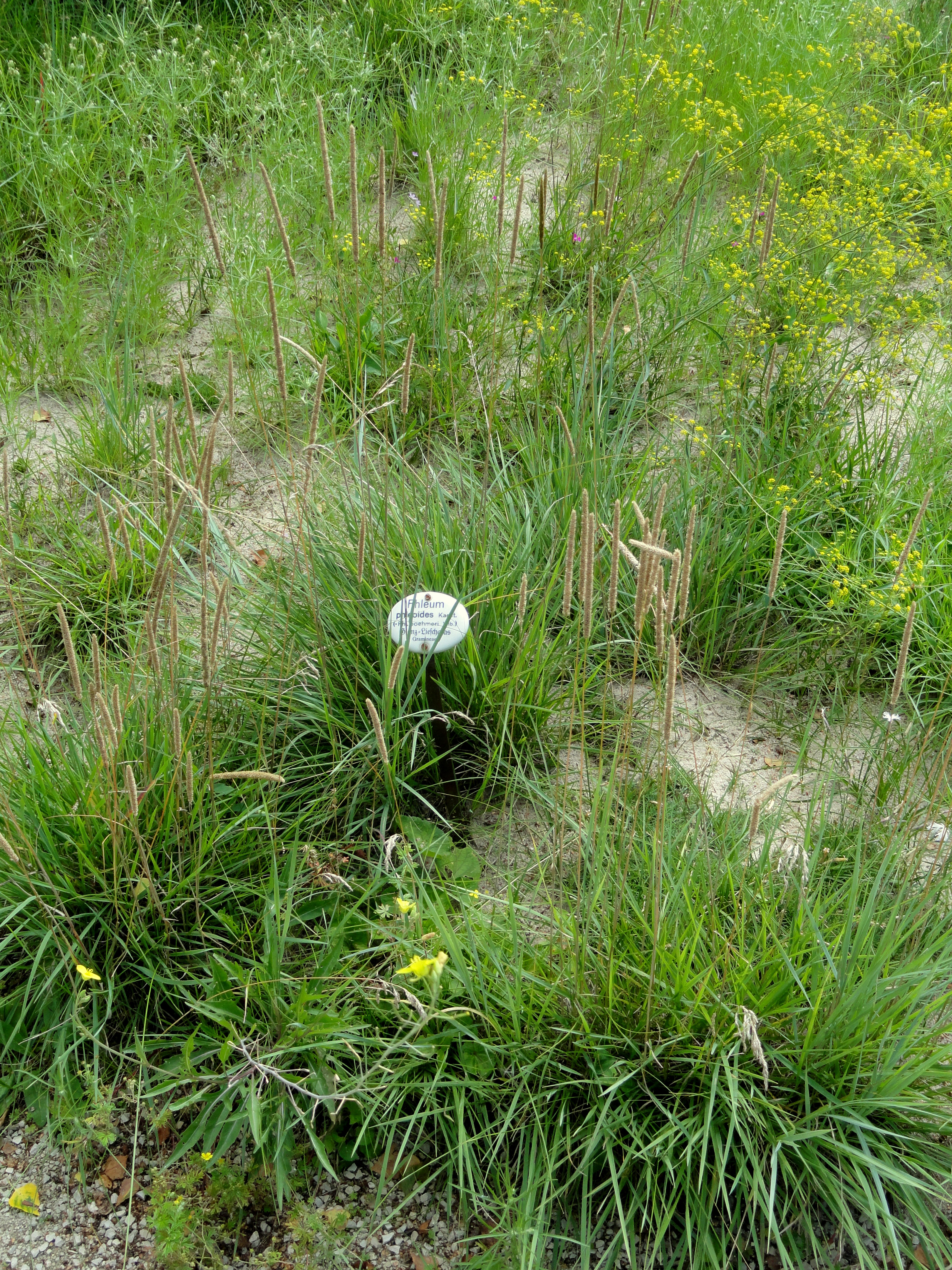
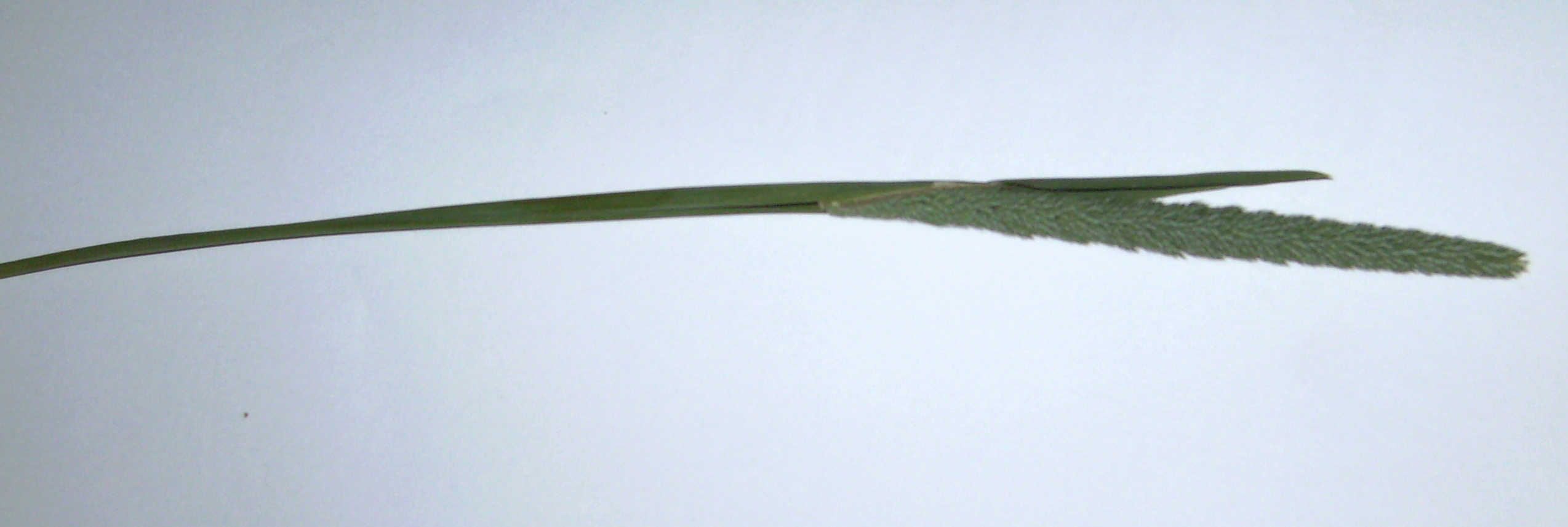
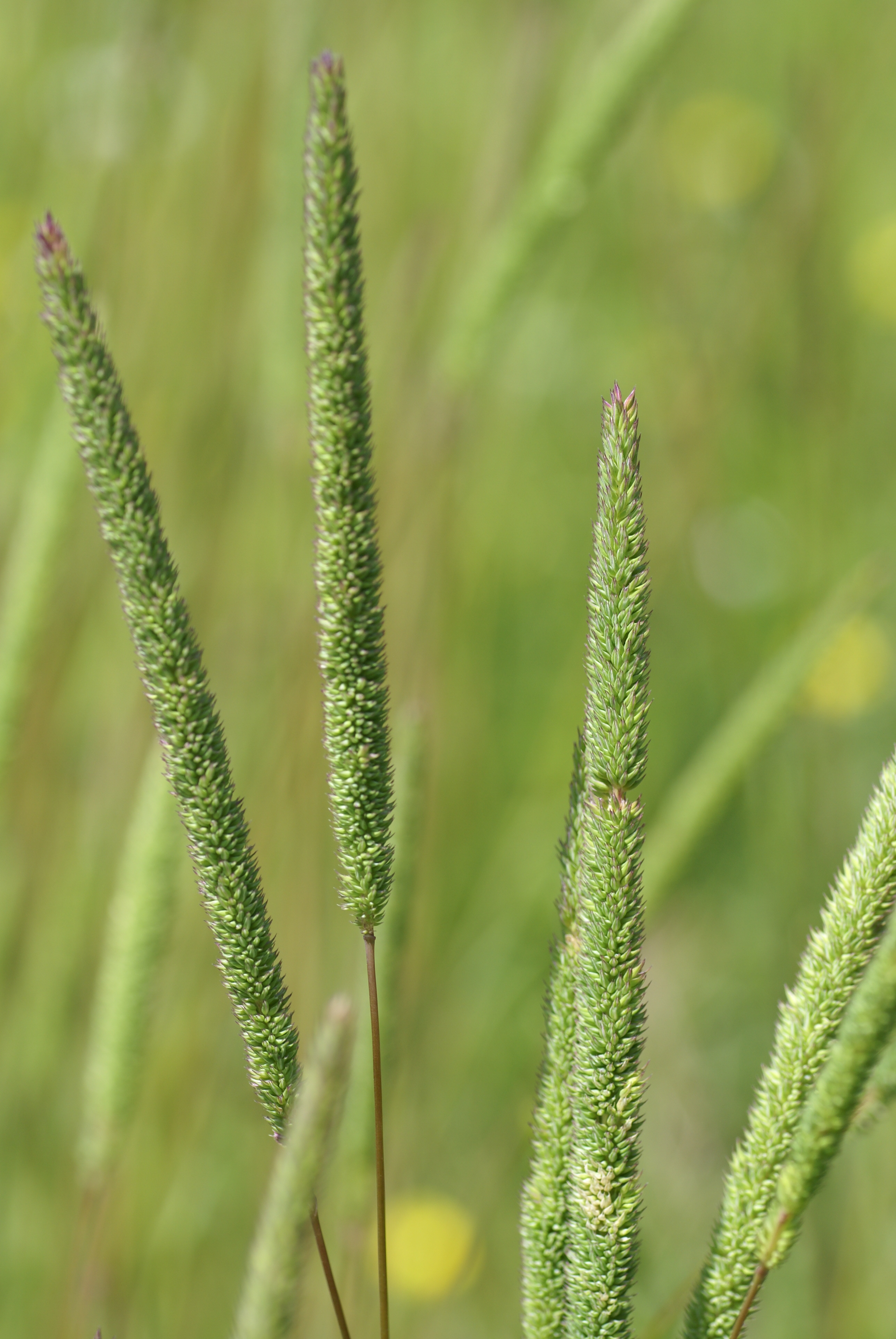
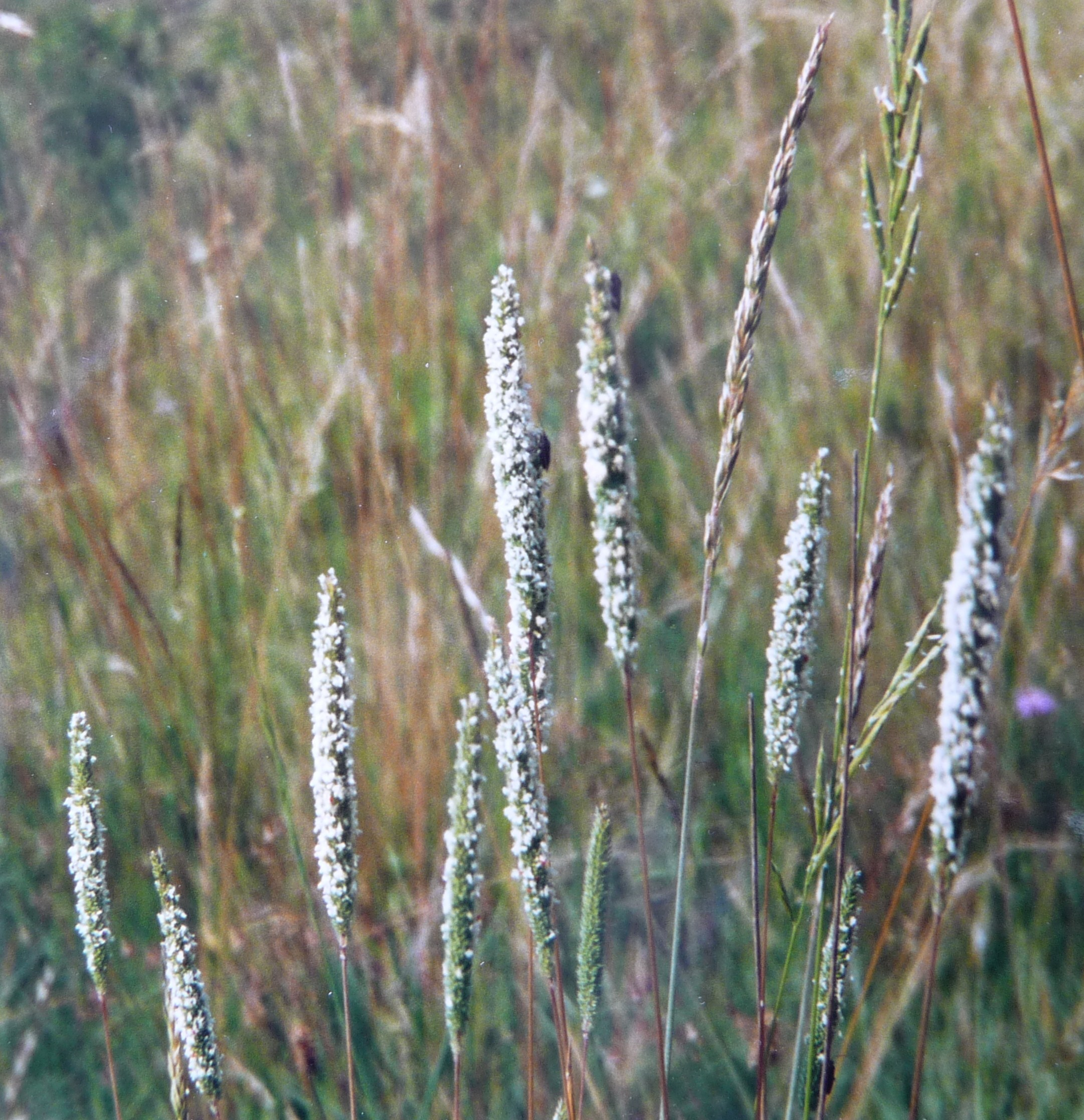